# PEACE! (ラジオ番組)
『PEACE!』（ピース）は、FM OSAKAで2009年4月1日から2012年3月29日まで放送されていたラジオ番組である。DJはKOJI。
金曜日に放送されていた『PEACE! FRIDAY』（ピースフライデー）についてもこの項で詳述する。

## 概要
『庄司悟のアサイチBANG!』終了後、FM OSAKAではまず6時台はTOKYO FM・JFNC制作番組をネットし（『SKY』→『クロノス』）、7:29より自社制作番組の『Hello!』ないしは『テイ子・正太のピカキン!』を放送していた。しかし、この番組の開始により、6時台のネットは『コスモ アースコンシャス アクト ずっと地球で暮らそう。』と『MY OLYMPIC』のみに縮小された。後に『クロノス』が6時開始になり、FM OSAKAの番組表から『クロノス』の文字が消えた（Aライン、コーナーネットなどは継続）。また、7時台以降は事実上『Hello!』の引き継ぎの形で放送されていた（『ピカキン!』は放送時間縮小）。
2010年10月から『スカッシュ!』（5:00-8:00）が編成されることになり、『PEACE!』は8:20-11:00に短縮された。このことについてKOJIは番組中で「新1年生が入って2年生になります」と表現していた。「愛です!Circle」など一部コーナーは『スカッシュ!』に引き継がれる。一方、金曜は『ピカキン!』継続のため、9月末で終了した。
2012年3月の改編をもって、『スカッシュ!』とともに終了。5年半続いたKOJIの朝ワイドも終了することになった。後番組は『OSAKA MORNING VIEW』で、当初こそ当番組の放送時間を引き継いだが、数年後に当番組の初期同様の6:00スタートとなる。

## 放送時間
- 開始-2010年9月　6:00-11:00
- 2010年10月-終了　8:20-11:00

## タイムテーブル
初期の6時スタートのとき、KOJI担当の日は『KOJ愛です!』と合言葉にしていたが、金曜廃止並びにスタート時間繰り下げで廃された。

### 6時スタート時代
6時台　KOJ（ケーオージェー）愛です!
- 6:17 愛です!Circle
- 6:30 Love in Action（FM OSAKA制作の全国ネット番組。DJは山本シュウ）
- 6:40 コスモアースコンシャスアクト ずっと地球で暮らそう。
- 6:53 TRAFFIC REPORT
- 6:55 MY OLYMPIC
- 6:58 （ここからAライン同時ネット）
- 7:00 WONDA モーニングショット WAKE UP NEWS
- 7:10 リポビタンD Sports Nonfiction
- 7:20 追跡!
- 7:30 （ここまでAライン同時ネット）
- 7:40 三井住友アセットマネジメント　マーケット・レポート（Aライン同時ネット、2010年4月-）
- 7:46 TRAFFIC REPORT
- 7:54 コジマ Catch the World[2]
- 7:57 TRAFFIC REPORT
- 8:00 SUZUKI Breakfast News
- 8:09 Weather Guide
- 8:10 Honda Smile Mission
- 8:20 （ここでAライン同時ネット終了）
- 8:28 TRAFFIC REPORT
- 8:35 ジョージアモーニングキャスト（月）、モーニングキャスト（火-木）
- 8:39 TRAFFIC REPORT
- 9:00 DAIKIN Smile Mission
- 9:10 ジョージアモーニングキャスト（月）、モーニングキャスト（火-木）
- 9:15 851ラジオショッピング
- 9:20 TRAFFIC REPORT
- 9:27 QuizPEACE（水のみ　Joshin QP）
- 9:30 エポラーシェ 岡江美希のBeauty Message（月・火）
- 9:30 ET-KINGのパーっと行こう!!!!!!!（木）
- 9:41 QP Answer
- 9:45 TRAFFIC REPORT
- 9:55 HEADLINE NEWS・WEATHER INFORMATION・TRAFFIC REPORT
- 10:15 TRAFFIC REPORT
- 10:30 851ラジオショッピング
- 10:55 エンディング

### 8:20スタート時代
- 8:20オープニング
- 8:28 TRAFFIC REPORT
- 8:35 ジョージアモーニングキャスト（月）、モーニングキャスト（火-木）
- 8:39 TRAFFIC REPORT
- 9:00 DAIKIN Smile Mission
- 9:10 ジョージアモーニングキャスト（月）、モーニングキャスト（火-木）
- 9:15 851ラジオショッピング
- 9:20 TRAFFIC REPORT
- 9:27 QuizPEACE（水のみ　Joshin QP）
- 9:30 エポラーシェ 岡江美希のBeauty Message（月・火）
- 9:30 ET-KINGのパーっと行こう!!!!!!!（木）
- 9:41 QP Answer
- 9:45 TRAFFIC REPORT
- 9:55 HEADLINE NEWS・WEATHER INFORMATION・TRAFFIC REPORT
- 10:15 TRAFFIC REPORT
- 10:30 851ラジオショッピング
- 10:55 エンディング

## PEACE!FRIDAY
DJは遠藤淳。2009年4月3日放送開始。スカッシュ!開始に伴い、2010年9月24日の放送をもって終了となった。

### 放送時間
- 開始-2010年3月　6:00-8:00
- 2010年4月-終了　5:00-8:00

### 終了時のタイムテーブル
- 5:55 快適生活ラジオショッピング

6時台　ウィークエンDo(ウィークエンドゥー) 愛です!
- 6:17 愛です!Circle
- 6:30 Love in Action
- 6:40 コスモアースコンシャスアクト〜ずっと地球で暮らそう
- 6:53 TRAFFIC REPORT
- 6:55 MY OLYMPIC
- 6:58 （ここからAライン同時ネット）
- 7:00 WONDA モーニングショット Wake Up News
- 7:10 リポビタンD Sports Nonfiction
- 7:20 追跡!
- 7:30 （ここまでAライン同時ネット）
- 7:40 三井住友アセットマネジメント　マーケット・レポート（Aライン同時ネット、2010年4月-）
- 7:46 TRAFFIC REPORT
- 7:48 コジマからのお知らせ（「コジマ Catch the World」未放送に伴う措置）
- 7:54 エンディング